# 西营门街道
西营门街道，是中华人民共和国天津市西青区下辖的一个街道。
2020年7月，全国爱卫会命名西营门街道为2017-2019周期国家卫生乡镇。

## 行政区划
西营门街道下辖以下地区：
小稍直口社区、春畅里社区、文瑞家园社区、杨柳青农场社区、利海家园社区、王顶堤家园社区、怡和新村社区、冬云家园社区、慧轩家园社区、华城景苑社区、嘉汇园社区、官易里社区、跃升里社区和津洲花园社区。